# Online Computer Library Center
L'Online Computer Library Center (OCLC) è un'organizzazione cooperativa di biblioteche, senza fini di lucro, attiva dal 1967, che offre prodotti, servizi e sistemi informativi alle biblioteche, alle organizzazioni culturali e ai loro utenti. L'OCLC è la rete bibliotecaria più ampia del mondo con oltre 75.000 tra biblioteche, università e altre istituzioni partecipanti (musei, archivi) e fornisce un'ampia gamma di prodotti e servizi in linea e su altri supporti.
Le biblioteche utilizzano l'OCLC per catalogare, per il prestito interbibliotecario, per lo sviluppo delle raccolte, per la ricerca bibliografica in linea. Dal 1990 l'OCLC ha esteso i suoi servizi online con l'integrazione dei servizi di catalogazione e prestito interbibliotecario.
La sede centrale dell'organizzazione è a Dublin (USA). In Europa l'OCLC ha diverse sedi, di cui la centrale si trova a Leida (Paesi Bassi); altri uffici periferici sono a Sheffield (Gran Bretagna), Parigi (Francia), Monaco di Baviera e Berlino (Germania). In Italia l'OCLC è rappresentato dal 1992 dalla società IFNET S.r.l., con sede a Firenze.

## WorldCat
La cooperazione OCLC ha curato la realizzazione e si fa carico della manutenzione e aggiornamento di WorldCat, un catalogo bibliografico che registra le collezioni delle 72.000 biblioteche (da oltre 170 nazioni).
Attraverso WorldCat OCLC assegna il proprio identificatore ISIL in qualità di agenzia slegata dal territorio in grado di assegnare il codice ISIL in maniera indipendente.
WorldShare è la piattaforma di WorldCat dedicata all'acquisizione dei record bibliografici e dei file delle collezioni gestite dalle varie organizzazioni aderenti al consorzio. Essa offre funzionalità di indicizzazione dei contenuti, automazione delle richieste di prestito interbibliotecario, automazione dello scambio sicuro di file digitali sia di pubblico dominio che protetti da diritti d'autore, data mining e reportistica direzionale personalizzabile.

## CONSER
Dai primi Anni Duemila, OCLC ospita il database CONSER, mostrando i suoi record bibliografici nel proprio motore ricerca interno. CONSER risale agli anni '70 come un progetto per sostituire le schede bibliografiche tradizionali a stampa con codici meccanografici di eguale contenuto informativo.
Nel 1986, conservando il medesimo acronimo, la denominazione ufficiale fu modificata da (CONversion of SERials) Project in CONSER (Cooperative ONline SERials) Program. Nell'ottobre del '97, CONSER aderì al Program for Cooperative Cataloging della Biblioteca del Congresso.
OCLC permette alle biblioteche consociate di continuare ad alimentare la banca dati con nuovi record bibliografici definiti secondo il modello dei dati di CONSER.